# سیرکن‌لی (قره‌تاش)
سیرکن‌لی (به ترکی استانبولی: Sirkenli) یک منطقهٔ مسکونی در ترکیه است که در قره‌تاش (شهر) واقع شده‌است.